# انتخابات الرئاسة الجيبوتية 2016
انتخابات الرئاسة الجيبوتية 2016 هي انتخابات رئاسية جرت في 2016، في جيبوتي، لانتخاب رئيس جيبوتي ‏.
فاز بالانتخابات إسماعيل عمر جيلي.